# Tratado de Greenville

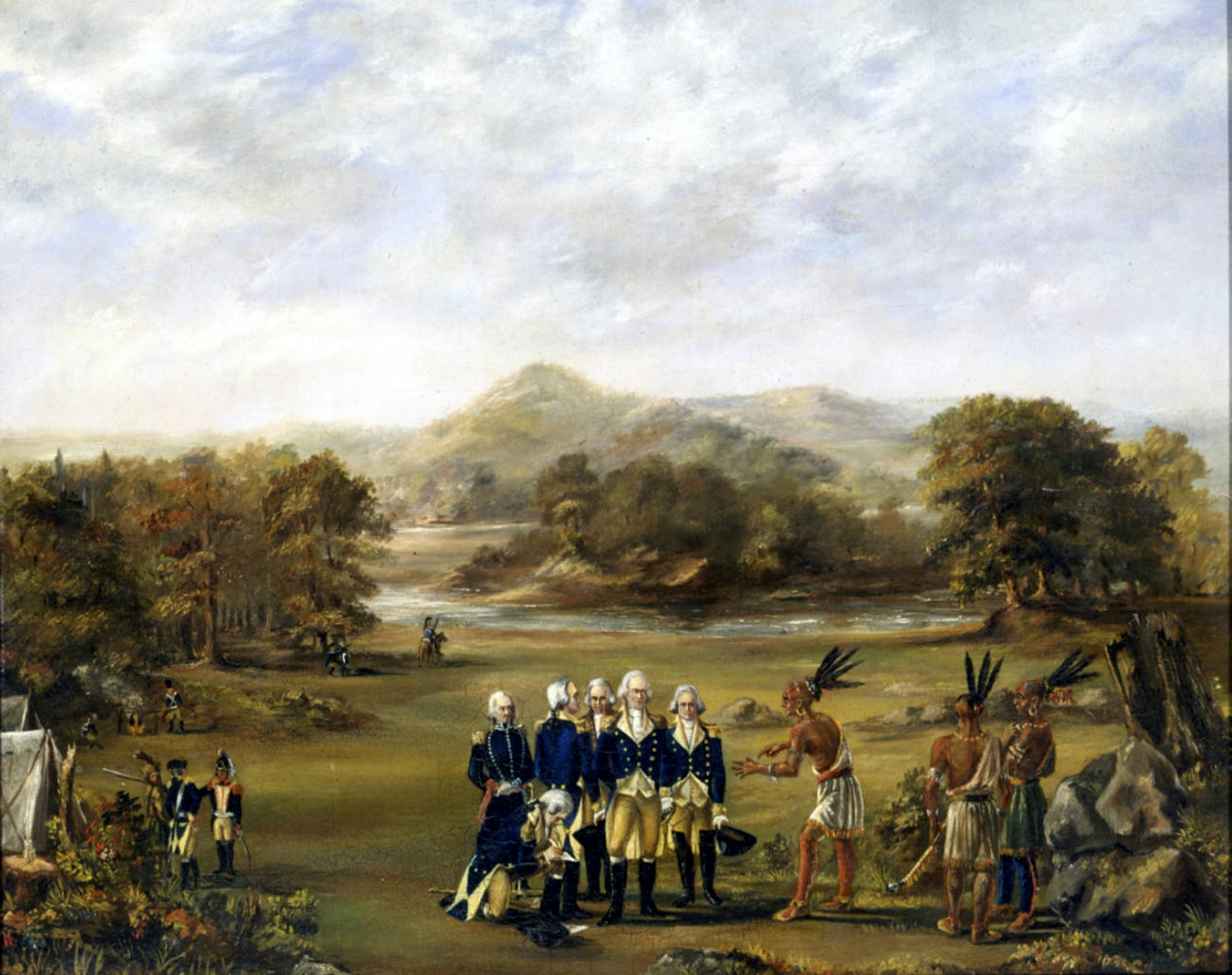
Ilustração do Tratado de Greenville, o qual pôs fim à guerra entre as tropas do governo do presidente George Washington e os nativos americanos nos Estados Unidos, em 1795.

O Tratado de Greenville foi assinado no Fort Greenville (hoje Greenville, Ohio), em 3 de agosto de 1795, entre uma coalizão dos nativos americanos nos Estados Unidos ("índios") e os Estados Unidos, após a derrota dos nativos americanos na Batalha de Fallen Timbers. O tratado pôs fim à Guerra Indígena do Noroeste.